# Ниман, Ифра
Ифра Ниман (англ. Yfrah Neaman; 13 февраля 1923, Сидон, ныне Ливан — 4 января 2003, Лондон) — английский скрипач и музыкальный педагог еврейского происхождения.
Вырос в Палестине, был замечен приезжавшими сюда на гастроли Яшей Хейфецем и Фрицем Крейслером. В конце 1930-х гг. учился в Англии у Карла Флеша и во Франции у Жака Тибо, после начала Второй мировой войны в последний момент успел эвакуироваться в Великобританию и завершал своё музыкальное образование у Макса Ростала, работавшего с ним бесплатно. В 1944 г. Ниман заменил в концерте с Лондонским симфоническим оркестром повредившего руку Ростала, и с этого началась его международная исполнительская карьера. Однако наибольшую известность Ниман приобрёл как музыкальный педагог, один из крупнейших продолжателей школы Флеша в Британии; c 1962 г. и до последних месяцев жизни он преподавал в лондонской Гилдхоллской школе музыки и театра и проводил международную летнюю школу скрипачей в Хенгрейв-Холле. Учениками Нимана были, в частности, Саймон Фишер, Марк Найт, Горан Кончар, Минчо Минчев, Радослав Шульц, Мирослав Бояджиев, Тодор Николаев и др. Ниман также был музыкальным руководителем Конкурса скрипачей имени Карла Флеша в Лондоне и Лондонского конкурса струнных квартетов, который он основал в 1980 г. вместе с Иегуди Менухиным.